# Omid Popalzay
Omid Popalzay (in persiano امید پاپلزای‎; Kabul, 25 gennaio 1996) è un calciatore afghano, centrocampista del PSIM Yogyakarta.

## Statistiche

### Cronologia presenze e reti in nazionale
| Cronologia completa delle presenze e delle reti in nazionale ― Afghanistan | Cronologia completa delle presenze e delle reti in nazionale ― Afghanistan | Cronologia completa delle presenze e delle reti in nazionale ― Afghanistan | Cronologia completa delle presenze e delle reti in nazionale ― Afghanistan | Cronologia completa delle presenze e delle reti in nazionale ― Afghanistan | Cronologia completa delle presenze e delle reti in nazionale ― Afghanistan | Cronologia completa delle presenze e delle reti in nazionale ― Afghanistan | Cronologia completa delle presenze e delle reti in nazionale ― Afghanistan |
| Data                                                                       | Città                                                                      | In casa                                                                    | Risultato                                                                  | Ospiti                                                                     | Competizione                                                               | Reti                                                                       | Note                                                                       |
| -------------------------------------------------------------------------- | -------------------------------------------------------------------------- | -------------------------------------------------------------------------- | -------------------------------------------------------------------------- | -------------------------------------------------------------------------- | -------------------------------------------------------------------------- | -------------------------------------------------------------------------- | -------------------------------------------------------------------------- |
| 15-6-2021                                                                  | Doha                                                                       | India                                                                      | 1 – 1                                                                      | Afghanistan                                                                | Qual. Mondiali 2022                                                        | -                                                                          | 86’                                                                        |
| Totale                                                                     |                                                                            | Presenze                                                                   | 1                                                                          |                                                                            | Reti                                                                       | 0                                                                          |                                                                            |